# 杰姬·麦克威廉斯
杰姬·麦克威廉斯（英語：Jackie McWilliams，1964年2月18日—），英国前女子曲棍球运动员。她曾代表英国国家队参加1992年夏季奥林匹克运动会曲棍球比赛，结果队伍获得一枚铜牌。